# Reye-szindróma
A Reye-szindrómára az akut nem gyulladásos enkefalopátia és a zsíros zsírmáj jellemző. A szindrómát 1963-ban írta le az ausztrál patológus, Ralph Douglas Kenneth Reye.. A betegség általában virális fertőzés után jelenik meg, és összefügg az acetilszalicilsav szedésével is.

## Patomechanizmus
Még nem teljesen tisztázott, de feltételezések szerint a betegség károsodott mitokondriumfunkció miatt alakul ki, melyben gátoltak az oxidatív foszforilációs, illetve a zsírsavak béta-oxidációja a vírusfertőzött személyekben. Az esetek több mint 80%-ban szalicilátok által okozott mitokondrium károsodást lehet kimutatni.

## Klinikai kép
Ritka betegség, általában 4 évesnél fiatalabb gyerekekben alakul ki. A betegséget intenzív hányás vezeti be, amit ingerlékenység vagy letargia követ. A szérumbilirubin-, ammónia- és transzaminázok szintje a normális tartományba esnek ebben a szakaszban. A betegek többsége meggyógyul, azonban kb 25%-ukban kóma alakul ki. A halál oka általában súlyos idegrendszeri károsodás vagy májelégtelenség. A súlyosabb lefolyású esetek túlélőiben neurológiai károsodás maradhat vissza.